# Kontroversen kring Rapid onset gender dysphoria (ROGD)
Kontroversen kring rapid-onset gender dysphoria (ungefär "plötsligt debuterande könsdysfori"), förkortat ROGD , kretsar kring en ifrågasatt och ovetenskaplig medicinsk hypotes. Hypotesen handlar om en tänkt ny typ av könsinkongruens (när en persons könsidentitet och biologiska kön inte överensstämmer) hos unga. Den föreslogs år 2018 av Lisa Littman, som påstod att denna tänkta nya könsinkongruens kunde orsakas av kamratinflytande och social smitta. Hypotesen, inklusive begrepp och förklaringsmodell, saknar vetenskapligt stöd och anses kunna skada patienter med könsinkogruens. Användningen av begreppet ROGD är därför kontroversiellt.
Forskningen har ingen förklaring till det fenomen som Littmans hypotes påstod sig förklara, om varför det skett en så stor ökning av antalet unga patienter som söker könsbekräftande vård. Ökningen av patienter är känd, men orsaken okänd. Det finns teorier om ett mer tillåtande samhälle eller en mer tillgänglig könsbekräftande vård som möjliga orsaker.
ROGD är inte en kliniskt validerad diagnos. Den har inte erkänts av någon större yrkesorganisation och användningen av termen har avstyrkts av American Psychological Association, American Psychiatric Association, World Professional Association for Transgender Health, med flera medicinska organisationer. Orsaken är bristen på vetenskapliga bevis, stora metodologiska brister i befintlig forskning och att den sannolikt orsakar skada genom att stigmatisera könsbekräftande vård.
Trots metodfelen och den omfattande kritiken har konceptet ROGD använts av konservativa politiker och opinionsbildare för att begränsa transungdomars rättigheter. 

## Bakgrund

### Littmans undersökning
Lisa Littman myntade 2017 termen Rapid Onset Gender Dysphoria i en studie baserad på en onlineundersökning av föräldrar som trodde att deras tonåringar hade uppvisat plötsliga symptom på könsdysfori och började identifiera sig som transpersoner samtidigt med andra ungdomar i sin kamratgrupp. Data erhölls från en undersökning på tre webbplatser för oroliga föräldrar till barn med könsdysfori, där man bad om svar från föräldrar som  upplevt att deras barn uppvisat "plötslig eller snabb utveckling av könsdysfori med början mellan 10 och 21 år". Studien fick kritik redan i detta skede för det selektiva valet av webbplatser, som huvudsakligen besöktes av föräldrar som inte accepterade sina ungdomars könsidentitet.

### Littmans artikel publiceras
I augusti 2018 publicerade Littman sin studie i PLOS One. Studien byggde på enkätsvar från föräldrar som beskrev en plötslig uppkomst av könsdysfori hos sina barn, vilket innebär att hypoteserna är baserade på föräldrarnas upplevelser. Studien föreslog en hypotes om att social smitta och grupptryck kan orsaka  "klusterutbrott" av plötsligt debuterande könsdysfori bland ungdomar, vilket Littman kallade Rapid Onset Gender Dysphoria. Hon menade att det var osannolikt att vänner och internet kan göra någon till transperson, men att det däremot var möjligt att vissa idéer kan uppkomma, förstärkas, spridas och upprätthållas genom social smitta och grupptryck. I artikeln uppgav Littman tre idéer:
1. tron att ospecifika symtom (inklusive symtom kopplade till trauma, psykiatriska problem och symtom som är en del av normal pubertet) bör uppfattas som könsdysfori och ses som bevis på att man är trans
2. tron att den enda vägen till lycka är transition
3. tron att alla som inte håller med om självbedömningen av att vara transperson eller planen för transition är transfobiska, kränkande och bör uteslutas ur ens liv

Spridningen av dessa idéer menade Littman kunde leda till att sårbara ungdomar feltolkar sina känslor, felaktigt tror att de är trans och behöver transition, och därefter avfärdar information som motsäger dessa idéer. Enbart baserat på föräldrarnas andrahandsuppgifter om sina barn, i svaren på Littmans enkät, menade Littman att hon observerat kluster av utbrott av transidentifiering i kamratgrupper. Denna  observation menade hon gav stöd till hypotesen att social smitta och grupptryck kan bidra till plötslig debuterande av könsdysfori.
Baserat på föräldrarnas berättelser om sina barn föreslog Littman att transungdomar kunde uppleva könsdysfori som en allmän förklaring för psykologisk smärta och obehag, medan transition främjades som en universallösning. I artikeln föreslogs också hypotesen att ROGD kan vara en strategi för unga vuxna att hantera svåra känslor utan att lösa grundproblemet, på samma sätt som extrem viktminskning fungerar för personer med anorexia.

### Artikeln granskas och kommenteras
Två veckor efter publiceringen svarade PLOS One med att tillkännage en granskning av artikeln.. Samma dag som PLOS One tillkännagav sin granskning, drog Brown University tillbaka pressmeddelandet som stödde studien. Kontroversen kring PLOS One växte allteftersom artiklar och opinionsartiklar, både kritiska och stödjande, publicerades i vanlig media och diskuterade oro över studiens metodik och giltigheten av dess hypoteser såväl som frågor om akademisk frihet. Många konservativa medier publicerade artikeln och kritiserade Brown University för att de återkallat sitt stödjande pressmeddelande.
Den 19 mars 2019 avslutade PLOS One sin granskning. Granskaren Angelo Brandelli Costa kritiserade metoderna och slutsatsen av studien i en formell kommentar och skrev: "Nivån av bevis som produceras av Dr. Littmans studie kan inte generera ett nytt diagnoskriterium i förhållande till tidpunkten för presentationen av krav på könsbekräftelse, medicinskt och socialt." I ett separat inlägg skrev PLOS Ones chefredaktör Joerg Heber, att de tillsammans med granskarna hade kommit till slutsatsen att studien och de data som rapporterades i artikeln representerade ett giltigt bidrag till den vetenskapliga litteraturen. Samtidigt bad han om ursäkt för att den kollegiala granskningen som föregick den ursprungliga publiceringen inte hade förmått ta itu med problemen med artikeln som den borde ha gjort. Han skrev även att man hade fastställt att "studien, inklusive dess mål, metodik och slutsatser, inte var tillräckligt definierad i den publicerade versionen, och att dessa behövde korrigeras." Heber skrev att "den korrigerade artikeln ger nu ett bättre förståelse för studien, som en rapport av föräldrarnas observationer, men inte ett kliniskt validerat fenomen eller en diagnostisk riktlinje". På uppdrag av tidskriften skrev Heber: "Att korrigera det vetenskapliga underlaget på detta sätt och under sådana omständigheter är ett tecken på ansvarsfull publicering", där ytterligare granskning krävdes för att "förtydliga om slutsatserna som presenteras verkligen backas upp genom analysen och data från den ursprungliga studien".

### Artikeln återpubliceras i reviderad version med kommentarer och rättelser
Littmans reviderade och korrigerade version publicerades 19 mars 2019. Artikeln återpublicerades med uppdaterad rubrik, sammanfattning, inledning, metod, diskussion och slutsats, men resultatavsnittet kvarstod mestadels oförändrat. I sin rättelse betonade Littman att artikeln var "en studie av föräldraobservationer vars syfte är att utveckla hypoteser", och menade att "Rapid-onset gender dysforia (ROGD) är inte en formell psykiatrisk diagnos för närvarande. Denna rapport samlade inte in data från ungdomar och unga vuxna eller kliniskt verksam personal och validerar därför inte fenomenet. Ytterligare forskning som inkluderar ungdomar och unga vuxna, tillsammans med konsensus bland experter på området, kommer att behövas för att avgöra om det som här beskrivs som Rapid-onset gender dysforia (ROGD) kommer att bli en formell diagnos."
2022 stod Littman fast vid de centrala påståenden hon gjorde i sin studie och tillade att ROGD "inte gäller alla fall av könsdysfori" och "inte innebär att ingen tjänar på att genomgå transition".

### Frågan om det ökade antalet unga patienter
Forskningen har ingen förklaring till det fenomen som hypotesen om ROGD påstår sig förklara, varför det skett en så stor ökning av antalet unga patienter som söker könsbekräftande vård. Statens beredning för medicinsk och social utredning, SBU, gjorde en kunskapskartläggning kring forskning om barn och unga med könsdysfori december 2019. De fann inte någon vetenskaplig litteratur som förklarar det senaste decenniets ökning av antalet barn och unga som söker vård på grund av könsdysfori. Inte heller kunde de identifiera någon studie som belyser om förekomsten (prevalensen) av könsdysfori har förändrats över tid och inte heller någon studie rörande eventuella förändringar av faktorer i samhället som kan förklara ökningen. En möjlig förklaring som en del yrkesverksamma inom området lyfter fram är att samhället blivit mer tillåtande. En annan är att vården blivit allt mer tillgänglig för yngre patienter.
Internationellt sett uppger flera läkare att de i sin patientpopulation ser en ökande förekomst av transungdomar som berättar om sin transidentiet först i den tidiga tonåren, så som det beskrivs i Littmans forskning. Men de är osäkra på orsakerna och konsekvenser för klinisk behandling. I en kommentar från 2020 i Pediatrics, med hänvisning till bland annat Littmans artikel, skrev Annelou de Vries att utvecklingen av könsidentitet var mångsidig och efterlyste mer forskning om denna demografiska kohort.

## Motsägande forskning
En kohortstudie från november 2021 som publicerades i Journal of Pediatrics undersökte data från 173 transungdomar från Kanada för att bedöma om det fanns bevis för hypotesen om snabbt insättande könsdysfori. Författarna noterade att även om det var vanligt att ungdomarna berättade om sin könsdysfori runt puberteten, hade patienterna i många fall varit medvetna om sin könsdysfori från en yngre ålder. Författarna försökte fastställa om det fanns någon koppling mellan senare medvetenhet om kön och andra faktorer, inklusive psykiska problem, bristande stöd från föräldrar och hög nivå av stöd från vänner online och/eller transpersoner. Inga bevis hittades för någon koppling mellan de som blev medvetna om sin könsdysfori först under puberteten och psykiska problem, bristande stöd från föräldrar eller hög nivå av stöd från transvänner eller vänner online. Där studien fann kopplingar var de i motsatt riktning mot den som föreslogs av Littmans arbete - till exempel var transungdomar som hade varit missnöjda med sitt sociala kön under längre tid mer benägna att drabbas av ångest och mer benägna att missbruka marijuana. Författarna ansåg att de inte hittade några bevis för att "rapid onset gender dysphoria" var ett distinkt kliniskt fenomen.
En studie från augusti 2022 publicerad i Pediatrics undersökte påståenden om transidentiteter som "social smitta" gällande transungdomar som tilldelats kvinnligt kön vid födseln (AFAB) genom att analysera förhållandet mellan transungdomar som tilldelats manligt kön vid födseln (AMAB) och AFAB-transungdomar i USA under åren 2017 och 2019 Studien fann att AMAB-transungdomar var vanligare än AFAB-ungdomar båda åren, att antalet transungdomar minskade totalt mellan 2017 och 2019 och att det var en relativ ökning av AFAB-ungdomar över tid – men detta berodde mer på en minskning av AMAB-ungdomar än på en ökning av AFAB-ungdomar. Denna brist på ökning av AFAB-ungdom tolkades som oförenlig med hypotesen om social smitta.

## Kritik
ROGD har kritiserats som "anti-transpropaganda och dålig vetenskap". Medicinska och andra tidskrifter har publicerat resultat av individuella forskningsstudier som inte stöder påståenden om att ROGD kan identifieras som ett distinkt fenomen, eller att uppkomsten av transidentitet bland unga människor påverkas av sociala kontakter online eller i deras verkliga liv. Andra kritiker har kallat hypotesen om ROGD "metodologiskt felaktig" och att det handlar om "moralpanik". Greta R. Bauer et. al menade i en artikel i Journal of Pediatrics 2022 att Littmans ursprungliga studie studerade föräldrars erfarenheter och uppfattningar snarare än ungdomar eller unga vuxna med könsdysfori.
Kliniker, forskare och transaktivister har kritiserat Littmans metodik och hennes slutsatser. Bland kritikerna återfanns bland andra biologen Julia Serrano som menade att Littmans studie var politiserad, hade självvalda respondenter och saknade både kliniska data och svar från ungdomarna själva. Det faktum att samtliga respondenter var föräldrar som rekryterats via tre webbplatser, som sedan länge var välkända för sin fientlighet till transpersoner, kritiserades också tidigt av flera forskare. Psykologen Diane Ehrensaft uttalade sig i The Economist och menade att Littmans rekrytering var "som att rekrytera från Ku Klux Klan eller alt-right-sajter för att visa att svarta verkligen är en underlägsen ras."
World Professional Association for Transgender Health påpekade 2018 att termen "Rapid Onset Gender Dysforia (ROGD)" inte är en medicinsk term som erkänns av någon större yrkesorganisation, inte heller är den listad som en undertyp eller klassificering i Diagnostic and Statistical Manual of Mental Disorders (DSM) eller International Statistical Classification of Diseases and Related Health Problem (ICD). Därför utgör termen ROGD inget annat än en skapad akronym för att beskriva ett föreslaget kliniskt fenomen som kan eller inte kan motivera ytterligare expertgranskningar och vetenskapliga undersökningar.
Gender Dysphoria Affirmative Working Group (GDA), en sammanslutning med 44 yrkesverksamma inom transhälsa, skrev 2018 ett öppet brev till Psychology Today och citerade tidigare publicerad kritik av studien. GDA menade att studien hade flera fördomar och brister i metodiken, eftersom den hämtade sina ämnen från "webbplatser som är öppet fientliga till transungdomar" och baserade sina slutsatser på övertygelser från föräldrar som redan var övertygade om att ROGD existerade. Efter att ha noterat att Littman inte hade intervjuat tonåringarna, sa GDA att debuten bara kan ha varit "snabb" ur föräldrars synvinkel eftersom tonåringar ofta väntar med att komma ut.
American Psychological Association och American Psychiatric Association gick 2021 samman med 120 andra medicinska organisationer i en koalition kallad Coalition for the Advancement & Application of Psychological Science, CAAPS, för att göra ett uttalande om ROGD. CAAPS uttryckte oro över att hypotesen, trots att den saknar vetenskapligt stöd och utgör en potentiell risk för att skada transpersoner, ändå används både i både medicinska artiklar och utbildningar av anhöriga. De uttryckte också kritik över att hypotesen används som grund för att uforma policys och nya lagar för att inskränka transpersoners rättigheter. Av dessa orsaker krävde CAAPS att ROGD och liknade koncept slutade användas för klinisk och diagnostisk tillämpning. De uttalade att de uppmuntrar ytterligare forskning som leder till evidensbaserade kliniska riktlinjer för könsbekräftande vård som stödjer barns och ungdomars könsidentitetsutveckling. CAAPS motsatte sig utbildningar som uppmuntrar andra att använda ROGD eller liknande koncept i sin kliniska praktik. CAAPS rekommenderade  att man utökar samhällsutbildningen om dessa ämnen för att minska stigmatiseringen och marginaliseringen som bidrar till psykisk hälsa.

## ROGD och liknade koncepts förekomst i svensk debatt
Både begreppet Rapid Onset Gender Dysphoria och hypotesen den hänger ihop med, att ungas transidentiteter kan hänga samman med kamratpåverkan och social smitta, har förekommit i svensk debatt sedan hösten 2018, ofta i samband med samhällsdebatt om ändringar av könstillhörighetslagen.
ROGD har använts som argument för att dels felaktigt förklara den stora ökningen av unga patienter som söker vård för könsdysfori, dels mot könsbekräftande vård, särskilt till unga patienter. Istället för social smitta har en del debattörer talat om konceptet utifrån en förståelse av ungas könsidentitet som en typ av kultursjukdom. Bland de som stött hypotesen och koncept som bygger på den har bland annat synts konservativa kristna debattörer. Även en del allmänkonservativa debattörer har hänvisat till ROGD och liknande koncept som om det skulle finnas vetenskaplig acceptans för idéerna.

### Medicinsk expertis, myndigheter, trans- och hbtq-organisationer och akademiska verk som inte stödjer ROGD
Varken Socialstyrelsen eller de läkare som är yrkesverksamma inom den könsbekräftande vården använder hypotesen eller begreppet.
Psykiatrikern Cecilia Dhejne, överläkare på ANOVA och en av de som forskat inom området, menar att ROGD inte är beskriven av någon medicinsk organisation, inte finns som diagnos  och därför inte bör användas. ANOVA är en enhet som bland annat bedriver transmedicin, det vill säga utredning av könsinkongruens och behandling av könsdysfori hos patienter över 18 år.
RFSL och RFSL Ungdom lade 2019 upp en informationstext på sin hemsida. De är kritiska till Littmans studie och begreppet ROGD. Organisationerna menar att det är mycket vanligt att könsdysfori uppträder eller ökar i samband med puberteten, att detta inte är något nytt och att könsdysfori som uppträder eller förstärks i samband med puberteten eller senare har länge varit känd inom forskning och medicinsk praktik. RFSL Uppsala informerar i en utbildning om att ROGD är missledande, sprider transfobi, att det saknas stöd för studien och dess metoder och att transpersoners egna röster har inte tillfrågats.

### Läkare som stött hypotesen om ROGD
Ett forskningsteam, bestående av bland andra prof. Christoffer Gillberg och prof. Eva Billstedt samt flera läkare vid Sahlgrenska sjukhuset och Göteborgs Universitet, uttalade stöd för hypotesen om ROGD i en debattartikel i Svenska Dagbladet år 2019. Teamet hade fått avslag på en forskningsansökan där de bland annat hävdar att den stora ökningen av unga som söker för könsdysfori nästan uteslutande beror på vad de kallar fall med ”("rapid onset") adolescent-onset GD (AOGD).” I ansökan hänvisas generellt till Littmans studie som stöd för hypotesen.
Gillbergs team fick kritik från flera håll, bland annat från Maja Lastavica och Sophia Eberhard på BUP region Skåne. De delade uppfattningen om behovet av mer forskning men menade att deras erfarenhet inte var att en önskan om att leva i ett annat kön debuterar plötsligt hos de unga patienterna. Gillbergs team kritiserades också av RFSL och RFSL Ungdom som menade att mer forskning behövs för att veta varför antalet unga patienter som söker sig till den könsbekräftande ökar ”men ökad tillgång till vård, förbättrad information om könsbekräftande vård och ett mer öppet samhälle är aspekter som antas bidra till ökningen.” Organisationerna lyfte också att Gillbergs team saknade erfarenhet av vård och forskning kring könsdysfori och att deras påståenden om könsbekräftande vård för unga var direkt felaktiga. Även förbundet Transsammans kritiserade Gillbergs team och menade att ROGD inte har något stöd i den forskning som har gjorts. De hänvisade till expertutlåtanden om den bristande vetenskapliga förankringen och menade att ROGD kan hänföras till tre bloggar som historiskt sett har propagerat för transpersoners icke-existens.
Teamet fick också kritik av två RFSL-avdelningar som kritiserade både att teamet hade spritt felaktiga fakta om den könsbekräftande vården och att de hänvisade till ROGD som om hypotesen var trovärdig, trots att den inte har stöd i den forskning som gjorts. I tidningen Socionomen kritiserade sociologen Josephine Baird teamet och menade att ”Det finns inga tecken på att barn blir trans på grund av inflytande från deras miljö. Det finns emellertid gott om bevis för att en stödjande miljö är det som kan hjälpa transbarn” Psykologen Matilda Wurm kritserade också Gillbergs team och skrev i Psykologtidningen att ROGD ”är ett omdiskuterat begrepp som inte förekommer i någon diagnosmanual.” Wurm kritserade också att man i debattartikeln hade hänvisat till Littmans studie och skrev att studiens metod har kritiserats kraftigt, bland annat av WPATH.
En del andra läkare utan erfarenhet inom området har uttryckt stöd för ROGD eller liknande koncept. Två läkare med viss erfarenhet av området, Mikael Landén och Angela Sämfjord, har uttalat stöd för koncept som är kopplade till hypotesen om ROGD. Landén spekulerade 2019 i Läkartidningen om "kulturbunden psykologisk smitta" kan vara orsaken till de senaste årens tilltagande ökning av könsdysfori hos unga i Sverige. Sämfjord menade i en artikel i Svenska Dagbladet 2020 att det är ”förenligt med klinisk erfarenhet, både nationellt och internationellt” att tala om social smitta som orsak till ökningen av unga som söker för könsdysfori.

### Uppdrag Granskning, SVT
Sveriges television (SVT) har i sitt program Uppdrag Granskning haft en serie om den könsbekräftande vården, med start april år 2019. I programserien hänvisade en del intervjuade men också programmet själv till hypotesen om ROGD och social smitta som om det vore en accepterad vetenskaplig hypotes, något som kritiserats av transaktivister. Programmet fick också kritik av psykologen Matilda Wurm som i Psykologtidningen augusti 2019 skrev att ”Uppdrag granskning (UG) planerar ett ytterligare reportage om social smitta bland transpersoner, alltså att ungdomar påverkar varandra så att fler »blir trans«. Detta påminner starkt om risken för »homosmitta« som propagerades för, för några decennier sedan." SVT publicerade år 2023 en PDF med Littmans korrigerade studie på sin egen webbplats, utan kommentarer.

### Notförteckning
1. ↑  "Inte ett kliniskt validerat fenomen":
  - Enligt MIT Technology Review: "PLOS One återutgav studien med en stor korrigering som betonade att Littmans artikel bara var en 'beskrivande, utforskande' och inte hade blivit kliniskt validerad."[2]
  - Enligt Scientific American: "American Psychological Association och 61 andra vårdgivarorganisationer skrev under ett brev 2021 där de fördömer giltigheten av rapid-onset gender dysphoria (ROGD) som en klinisk diagnos."[3]
  - Joerg Heber, som talade 2019 som chefredaktör för PLOS One,[4] tidskriften som publicerade Littmans artikel och sedermera korrigeringen, skrev följande i en ursäkt publicerad på PLOS One: "Enligt vår uppfattning ger den korrekta artikeln nu ett bättre sammanhang för studien, som en rapport av föräldrars observationer, men inte ett kliniskt validerat fenomen eller en diagnostisk riktlinje."[5]
  - I en korrigering av den ursprungliga artikeln, publicerad i PLOS One 2019, uttalade författaren Lisa Littman: "Rapid-onset gender dysphoria (ROGD) är inte en formell mental hälsodiagnos för närvarande. Denna rapport samlade inte in data från ungdomar och unga vuxna (AYAs) eller kliniker och validerar därför inte fenomenet."[6]
2. ↑   “would be like recruiting from Klan or alt-right sites to demonstrate that blacks really are an inferior race.”.[53]

### Källförteckning
1. ↑  Ashley, Florence (juli 2020). ”A critical commentary on 'rapid-onset gender dysphoria” (PDF). The Sociological Review, 68(4). McGill University. sid. 779-799. doi:10.1177/0038026120934693. https://journals.sagepub.com/doi/abs/10.1177/0038026120934693. Läst 23 mars 2023 (via SAGE Journals).
2. 1 2  Kesslen, Ben (August 18, 2022). ”How the idea of a "transgender contagion" went viral—and caused untold harm” (på engelska). MIT Technology Review. https://www.technologyreview.com/2022/08/18/1057135/transgender-contagion-gender-dysphoria/.
3. ↑  Broderick, Timmy (August 24, 2023). ”Evidence Undermines 'Rapid Onset Gender Dysphoria' Claims” (på engelska). Scientific American. https://www.scientificamerican.com/article/evidence-undermines-rapid-onset-gender-dysphoria-claims/.
4. ↑  Knutson, David (16 September 2016). ”PLOS appoints Dr. Joerg Heber Editor-in-Chief of PLOS ONE | The Official PLOS Blog”. PLOS appoints Dr. Joerg Heber Editor-in-Chief of PLOS ONE | The Official PLOS Blog. https://blogs.plos.org/plos/2016/09/plos-appoints-dr-joerg-heber-editor-in-chief-of-plos-one/.
5. ↑  Heber, Joerg (March 19, 2019). ”Correcting the scientific record on gender incongruence – and an apology”. PLOS Blogs. https://blogs.plos.org/everyone/2019/03/19/correcting-the-scientific-record-and-an-apology/.
6. 1 2 3  Littman, Lisa (19). ”Correction: Parent reports of adolescents and young adults perceived to show signs of a rapid onset of gender dysphoria”. PLOS ONE 14 (3). sid. e0214157. doi:10.1371/journal.pone.0214157. https://www.ncbi.nlm.nih.gov/pmc/articles/PMC6424391.
7. ↑  WPATH Global Board of Directors (september 2018). ”WPATH Position on "Rapid-Onset Gender Dysphoria (ROGD)” (PDF). World Professional Association for Transgender Health. Arkiverad från originalet den 7 juni 2022. https://web.archive.org/web/20220607013840/https://www.wpath.org/media/cms/Documents/Public%20Policies/2018/9_Sept/WPATH%20Position%20on%20Rapid-Onset%20Gender%20Dysphoria_9-4-2018.pdf. Läst 23 mars 2023.
8. ↑  Ferreyra-Carroll, Lilith (oktober 2021). ”A state of collapse: Trans healthcare in Ireland is a national emergency” (PDF). Gay Community News (Dublin). https://gcn.ie/trans-healthcare-ireland-national-emergency/. Läst 23 mars 2023.
9. ↑  Bauer, Greta R.; Lawson, Margaret L; Metzger, Daniel L (november 2021). ”"Do Clinical Data From Transgender Adolescents Support the Phenomenon of "Rapid-Onset Gender Dysphoria"?” (PDF). The Journal of Pediatrics. 243. sid. 224–227.e2.. https://www.jpeds.com/article/S0022-3476(21)01085-4/abstract. Läst 23 mars 2023.
10. ↑  ”CAAPS Position Statement on Rapid Onset Gender Dysphoria (ROGD)”. Coalition for the Advancement & Application of Psychological Science. augusti 2021. https://www.caaps.co/rogd-statement. Läst 23 mars 2023.
11. 1 2  Broderick, Timmy (August 24, 2023). ”Evidence Undermines 'Rapid Onset Gender Dysphoria' Claims” (på engelska). Scientific American. https://www.scientificamerican.com/article/evidence-undermines-rapid-onset-gender-dysphoria-claims/.
12. ↑  ”ROGD Statement”. Coalition for the Advancement & Application of Psychological Science. 26 July 2021. https://www.caaps.co/rogd-statement.
13. ↑  ”The conservative doctor who’s got the GOP’s ear on trans kids’ care”. The conservative doctor who’s got the GOP’s ear on trans kids’ care. 21 July 2024. https://www.politico.com/news/2024/07/21/conservative-kidney-doctor-trans-kids-care-00166641.
14. ↑  ”America’s War on Gender-Affirming Care”. America’s War on Gender-Affirming Care. 20 November 2023. https://harvardpolitics.com/war-on-gender-affirming-care/.
15. ↑  Littman, Lisa L. (2017-02). ”Rapid Onset of Gender Dysphoria in Adolescents and Young Adults: a Descriptive Study” (på engelska). Journal of Adolescent Health 60 (2):  sid. S95–S96. doi:10.1016/j.jadohealth.2016.10.369. https://linkinghub.elsevier.com/retrieve/pii/S1054139X16307650. Läst 31 oktober 2024.
16. 1 2 3  
Ashley, Florence (juli 2020). ”A critical commentary on 'rapid-onset gender dysphoria” (PDF). The Sociological Review, 68(4).  McGill University. sid. 779-799. doi:10.1177/0038026120934693. https://journals.sagepub.com/doi/abs/10.1177/0038026120934693. Läst 23 mars 2023 (via SAGE Journals).
17. 1 2  ”What rapid onset gender dysphoria really means” (på engelska). i news. June 12, 2020. https://inews.co.uk/news/uk/rapid-onset-gender-dysphoria-jk-rowling-trans-row-twitter-explained-444931.
18. 1 2  
Pitts-Taylor, Victoria (november 17 2020). ”The untimeliness of trans youth: The temporal construction of a gender 'disorder” (PDF). Sexualities. 25 (5–6):. sid. 479–501. doi:10.1177/1363460720973895. https://journals.sagepub.com/doi/10.1177/1363460720973895. Läst 23 mars 2023.
19. ↑  ”Rapid-onset gender dysphoria: New study recruiting parents”. Rapid-onset gender dysphoria: New study recruiting parents. July 2, 2016. https://4thwavenow.com/2016/07/02/rapid-onset-gender-dysphoria-new-study-recruiting-parents/.
20. ↑  Tannehill, Brynn (20). ”'Rapid Onset Gender Dysphoria' Is Biased Junk Science”. The Advocate. https://www.advocate.com/commentary/2018/2/20/rapid-onset-gender-dysphoria-biased-junk-science. Läst 26 april 2023.
21. 1 2  Littman, Lisa (19). ”Correction: Parent reports of adolescents and young adults perceived to show signs of a rapid onset of gender dysphoria”. PLOS ONE 14 (3). sid. e0214157. doi:10.1371/journal.pone.0214157. https://www.ncbi.nlm.nih.gov/pmc/articles/PMC6424391.
22. ↑  Littman, L. (2018). Rapid-onset gender dysphoria in adolescents and young adults: A study of parental reports. [Originalstudie innan korrigering]. PLOS One. https://pmc.ncbi.nlm.nih.gov/articles/instance/6424391/bin/pone.0214157.s001.pdf?fbclid=IwY2xjawGOCs5leHRuA2FlbQIxMAABHWNq54bp5Xg3RMhJ7DSEMAdfUb3lzx1_xzTaYUnAhydXKJZWyBaWOGAVSg_aem_DWAeRNC2AM46Pg2GMSqE6Q
23. 1 2 3  Pitts-Taylor, Victoria (augusti 29 2018). ”Reader outcry prompts Brown to retract press release on trans teens".”. Retraction Watch. Arkiverad från originalet den 4 mars 2023. https://web.archive.org/web/20230304183855/https://retractionwatch.com/2018/08/29/reader-outcry-prompts-brown-to-retract-press-release-on-trans-teens/. Läst 23 mars 2023.
24. 1 2  Wadman, Meredith (September 7, 2018). ”Mall:-'Rapid onset' of transgender identity ignites storm”. Science 361 (6406):  sid. 958–959. doi:10.1126/science.361.6406.958. ISSN 0036-8075. PMID 30190384. Bibcode: 2018Sci...361..958W. https://www.science.org/doi/full/10.1126/science.361.6406.958.
25. ↑  ”Rapid-onset gender dysphoria' is a poisonous lie used to discredit trans people”. The Guardian (London). October 22, 2018. https://www.theguardian.com/commentisfree/2018/oct/22/rapid-onset-gender-dysphoria-is-a-poisonous-lie-used-to-discredit-trans-people.
26. ↑  Ford, Zack (augusti 31 2018). ”People noticed that anti-trans junk science is, in fact, junk. Conservatives aren't taking it well”. Think Progress. https://archive.thinkprogress.org/conservatives-complain-people-have-noticed-their-anti-trans-junk-science-is-in-fact-junk-ab9ee965b865/. Läst 23 mars 2023.
27. ↑  Burns, katelyn (december 27 2019). ”"The internet made trans people visible. It also left them more vulnerable"”. Vox. Arkiverad från originalet den 27 december 2019. https://web.archive.org/web/20191227145515/https://www.vox.com/identities/2019/12/27/21028342/trans-visibility-backlash-internet-2010. Läst 23 mars 2023.
28. ↑  
Keating, Shannon (April 22, 2019). "Gender Dysphoria Isn't A "Social Contagion," According To A New Study". BuzzFeed News. Retrieved October 10, 2022.
Keating, Shannon (april 22 2019). ”Gender Dysphoria Isn't A "Social Contagion," According To A New Study".”. Buzz Feed News. https://www.buzzfeednews.com/article/shannonkeating/rapid-onset-gender-dysphoria-flawed-methods-transgender. Läst 23 mars 2023.
29. ↑  
Borg, Linda (augusti 31 2018). ”As debate swirls, Brown removes article on study”. The Providence Journal. https://eu.providencejournal.com/story/news/education/2018/08/31/transgender-article-removed-at-brown-brings-controversy/10878438007/. Läst 26 april 2023.
30. ↑  ”Formal comment on: Parent reports of adolescents and young adults perceived to show signs of a rapid onset of gender dysphoria” (på engelska). PLOS ONE 14 (3):  sid. e0212578. 19 mars 2019. doi:10.1371/JOURNAL.PONE.0212578. Wikidata Q62125755. ISSN 1932-6203. PMID 30889187. Bibcode: 2019PLoSO..1412578B.
31. 1 2 3  Heber, Joerg (March 19, 2019). ”Correcting the scientific record on gender incongruence – and an apology”. PLOS Blogs. https://blogs.plos.org/everyone/2019/03/19/correcting-the-scientific-record-and-an-apology/.
32. ↑  Bartlett, Tom (March 19, 2019). ”Journal Issues Revised Version of Controversial Paper That Questioned Why Some Teens Identify as Transgender” (på amerikansk engelska). The Chronicle of Higher Education. ISSN 0009-5982. https://www.chronicle.com/article/Journal-Issues-Revised-Version/245928.
33. ↑  Littman, Lisa (August 16, 2018). ”Parent reports of adolescents and young adults perceived to show signs of a rapid onset of gender dysphoria”. PLOS ONE 13 (8):  sid. e0202330. doi:10.1371/journal.pone.0202330. PMID 30114286.
34. ↑  Kesslen, Ben (18). ”How the idea of a "transgender contagion" went viral—and caused untold harm”.  MIT Technology Review. Arkiverad från originalet den 31 augusti 2022. https://web.archive.org/web/20220831050346/https://www.technologyreview.com/2022/08/18/1057135/transgender-contagion-gender-dysphoria/.
35. ↑  ”Könsdysfori hos barn och unga, En kunskapskartläggning”. Statens beredning för medicinsk och social utredning. 20. https://www.sbu.se/sv/publikationer/sbu-bereder/ny-konsdysfori-hos-barn-och-unga/?pub=42864#!.
36. ↑  Nylander, Lotta (28). ”Fler upplever att de fötts i fel kön”. forskning.se. https://www.forskning.se/2019/01/28/fler-upplever-att-de-fotts-i-fel-kon/. Läst 25 mars 2023.
37. ↑  Hutchinson, Anna; Midgen, Melissa; Spiliadis, Anastassis (January 1, 2020). ”In Support of Research Into Rapid-Onset Gender Dysphoria” (på engelska). Archives of Sexual Behavior 49 (1):  sid. 79–80. doi:10.1007/s10508-019-01517-9. ISSN 1573-2800. PMID 31317286. https://doi.org/10.1007/s10508-019-01517-9.
38. ↑  Giovanardi, Guido; Fortunato, Alexandro; Mirabella, Marta; Speranza, Anna Maria; Lingiardi, Vittorio (December 19, 2020). ”Gender Diverse Children and Adolescents in Italy: A Qualitative Study on Specialized Centers' Model of Care and Network” (på engelska). International Journal of Environmental Research and Public Health 17 (24):  sid. 9536. doi:10.3390/ijerph17249536. ISSN 1660-4601. PMID 33352745.
39. ↑  Zucker, Kenneth J. (October 2019). ”Adolescents with Gender Dysphoria: Reflections on Some Contemporary Clinical and Research Issues” (på engelska). Archives of Sexual Behavior 48 (7):  sid. 1983–1992. doi:10.1007/s10508-019-01518-8. ISSN 0004-0002. PMID 31321594. http://link.springer.com/10.1007/s10508-019-01518-8.
40. ↑  de Vries, Annelou L. C. (October 2020). ”Challenges in Timing Puberty Suppression for Gender-Nonconforming Adolescents” (på engelska). Pediatrics 146 (4):  sid. e2020010611. doi:10.1542/peds.2020-010611. ISSN 0031-4005. PMID 32958612.
41. 1 2 3  Bauer, Greta R.; Lawson, Margaret L; Metzger, Daniel L (november 2021). ”"Do Clinical Data From Transgender Adolescents Support the Phenomenon of "Rapid-Onset Gender Dysphoria"?” (PDF). The Journal of Pediatrics. 243. sid. 224–227.e2.. https://www.jpeds.com/article/S0022-3476(21)01085-4/abstract. Läst 23 mars 2023.
42. ↑  Turban, Jack L.; Dolotina, Brett L.; King, Dana (August 3, 2022). ”Sex Assigned at Birth Ratio Among Transgender and Gender Diverse Adolescents in the United States” (på engelska). Pediatrics 150 (3). doi:10.1542/peds.2022-056567. PMID 35918512. https://publications.aap.org/pediatrics/article/doi/10.1542/peds.2022-056567/188709/Sex-Assigned-at-Birth-Ratio-Among-Transgender-and.
43. 1 2 3  Serrano, Julia (22). ”Everything You Need to Know About Rapid Onset Gender Dysphoria”. Blogg. Julia Serrano. doi:10.1007/s10508-019-1453-2. https://juliaserano.medium.com/everything-you-need-to-know-about-rapid-onset-gender-dysphoria-1940b8afdeba. Läst 17 april 2023 (via https://juliaserano.medium.com/).
44. ↑  Goldberg, A.E.; Beemyn, G. (2021). ”Anti-Trans Theories”. The SAGE Encyclopedia of Trans Studies. SAGE Publications. Sid. 39–41. doi:10.4135/9781544393858.n12. ISBN 978-1-5443-9384-1.  ”ROGD has been critiqued as anti-trans propaganda and bad science.”
45. ↑  Restar, Arjee (22). ”Methodological Critique of Littman’s (2018) Parental-Respondents Accounts of “Rapid-Onset Gender Dysphoria””. Archives of Sexual Behavior. Springer. doi:10.1007/s10508-019-1453-2. https://www.ncbi.nlm.nih.gov/pmc/articles/PMC7012957/. Läst 23 mars 2023 (via National Library of Medicine).
46. ↑  Jones, Zinnia (19). ”What parents don’t know: Trans youth study reveals fatal flaw at the heart of “rapid-onset gender dysphoria” (ROGD) pseudo-diagnosis (1 of 3)”. Gender Analysis (blog). Zinnia Jones. https://genderanalysis.net/2021/04/what-parents-dont-know-trans-youth-study-reveals-fatal-flaw-at-the-heart-of-rapid-onset-gender-dysphoria-rogd-pseudo-diagnosis-1-of-3/. Läst 23 mars 2023 (via Gender Analysis (blog)).
47. ↑  Jones, Zinnia (19). ”What is rapid onset gender dysphoria?”. Medical News Today. https://www.medicalnewstoday.com/articles/what-is-rapid-onset-gender-dysphoria. Läst 23 mars 2023.
48. ↑  Kennedy, Natacha (September 10, 2020). ”Deferral: the sociology of young trans people's epiphanies and coming out”. Journal of LGBT Youth 19:  sid. 53–75. doi:10.1080/19361653.2020.1816244. https://research.gold.ac.uk/id/eprint/29191/1/T%20and%20D%20Deferral%20Kennedy%203.1.2%20Pre-final.pdf.
49. ↑  Wadman, Meredith (August 30, 2018). ”News: New paper ignites storm over whether teens experience 'rapid onset' of transgender identity”. Science. doi:10.1126/science.aav2613. ISSN 1095-9203. https://www.science.org/content/article/new-paper-ignites-storm-over-whether-teens-experience-rapid-onset-transgender-identity.
50. ↑  Ashley, Florence (21). ”Rapid-Onset Gender Dysphoria: A Parental Epidemic?”. Impact Ethics. https://impactethics.ca/2018/09/21/rapid-onset-gender-dysphoria-a-parental-epidemic/. Läst 26 april 2023.
51. ↑  Ashley, Florence; Baril, Alexandre (22). ”Why ‘rapid-onset gender dysphoria’ is bad science”. The Conversation. https://theconversation.com/why-rapid-onset-gender-dysphoria-is-bad-science-92742. Läst 26 april 2023.
52. ↑  Barasch, Alex (30). ”Criticism Is Not Censorship”. Slate.com. https://slate.com/human-interest/2018/08/rapid-onset-gender-dysphoria-study-criticism-is-not-censorship-its-good-science.html. Läst 26 april 2023.
53. ↑  Throckmorton, Warren (01). ”Researching Hidden Populations: The Littman Study and Rapid Onset Gender Dysphoria”. forskarblogg. wthrockmorton.com. https://wthrockmorton.com/2018/09/01/researching-hidden-populations-the-littman-study-and-rapid-onset-gender-dysphoria/. Läst 26 april 2023.
54. ↑  WPATH Global Board of Directors (september 2018). ”WPATH Position on "Rapid-Onset Gender Dysphoria (ROGD)” (PDF). World Professional Association for Transgender Health. Arkiverad från originalet den 7 juni 2022. https://web.archive.org/web/20220607013840/https://www.wpath.org/media/cms/Documents/Public%20Policies/2018/9_Sept/WPATH%20Position%20on%20Rapid-Onset%20Gender%20Dysphoria_9-4-2018.pdf. Läst 23 mars 2023.
55. ↑  Adams, Noah (December 1, 2018). ”Psychology Today Response — Gender Dysphoria Affirmative Working Group”. GDA. https://www.gdaworkinggroup.com/blog/2018/12/5/psychology-today-response.
56. ↑  Dubreuil, Émilie (May 13, 2019). ”Je pensais que j'étais transgenre” (på franska). ICI Radio-Canada. https://ici.radio-canada.ca/info/2019/05/transgenre-sexe-detransitionneurs-transition-identite-genre-orientation.
57. ↑  ”CAAPS Position Statement on Rapid Onset Gender Dysphoria (ROGD)”. Coalition for the Advancement & Application of Psychological Science. augusti 2021. https://www.caaps.co/rogd-statement. Läst 23 mars 2023.
58. ↑  Andersson, Sara (18 december 2018). ”Olof Edsinger i DN: Låt inte 15-åringar byta kön”. Världen Idag. https://www.varldenidag.se/nyheter/olof-edsinger-i-dn-lat-inte-15-aringar-byta-kon/reprlg!2Jqpqq8Ki3TSbYP3jgfYaw/. Läst 27 mars 2023.
59. 1 2  Gillberg, Christopher; Billstedt, Eva (19 mars 2019). ”Könsbytena på barn är ett stort experiment”. Svenska Dagbladet. https://www.svd.se/a/1k1rMl/konsbytena-pa-barn-ar-ett-stort-experiment. Läst 27 mars 2023.
60. ↑  Canhasi, Britt-Mari ; Kroon, Gabriel (12 november 2022). ”DEBATT: SD: Hundratals unga har skadats i transexperimentet”. Bulletin. https://bulletin.nu/debatt-sd-hundratals-unga-har-skadats-i-transexperimentet. Läst 27 mars 2023.
61. 1 2  ”Hanne Kjöller: Vi brännmärker så att folk blir tysta”. Nyhetstjänsten fPlus. 4 november 2019. https://bakomkulisserna.biz/2019/11/04/hanne-kjoller-vi-brannmarker-sa-att-folk-blir-tysta/. Läst 27 mars 2023 (via Blogg: Bakom kulisserna).
62. 1 2  Sämfjord, Angela (11 oktober 2019). ”Transvård bör värna varje individ – inte en grupp”. Svenska Dagbladet. https://www.svd.se/a/4qgARE/transvard-bor-varna-varje-individ-inte-en-grupp. Läst 27 mars 2023.
63. 1 2  Landén, Mikael (11 oktober 2019). ”Ökningen av könsdysfori hos unga tarvar eftertanke”. Läkartidningen. https://lakartidningen.se/klinik-och-vetenskap-1/kommentar/2019/10/okningen-av-konsdysfori-hos-unga-tarvar-eftertanke/. Läst 27 mars 2023.
64. ↑  Andersson, Sara (18 oktober 2018). ”Olof Edsinger i DN: Låt inte 15-åringar byta kön”. Världen Idag. https://www.varldenidag.se/nyheter/olof-edsinger-i-dn-lat-inte-15-aringar-byta-kon/reprlg!2Jqpqq8Ki3TSbYP3jgfYaw/. Läst 27 mars 2023.
65. ↑  Edsinger, Olof (24 oktober 2019). ”Tack, Uppdrag Granskning, för samtalet ni öppnat för”. Världen Idag. https://www.varldenidag.se/ledare/tack-uppdrag-granskning-for-samtalet-ni-oppnat-for/repsiw!OyFCZJn6MmFiTEUolSzZ3A/. Läst 27 mars 2023.
66. ↑  Edsinger, Olof (2019). ”Könsidentitet och den unga generationen”. Bekänna färg: Kyrka och hbtq i en regnbägsfärgad värld.. Apologia förlag. sid. 54 ff. https://theofilos.no/wp-content/uploads/2020/03/3b_Forum_Eidsinger_K%C3%B6nsidentiteten-och-den-unga-generationen-%E2%80%93-Trans-queer-och-normkritik.pdf. Läst 27 mars 2023.
67. ↑  Edsinger, Olof (19 oktober 2019). ”Experter: Största medicinska skandalen i modern tid”. Världen Idag. https://www.varldenidag.se/premium/experter-storsta-medicinska-skandalen-i-modern-tid/repsjq!jFocF361sfi8OLrOfz2QA/. Läst 27 mars 2023.
68. ↑  Malmgren, Bengt; Ewert, Therése; Sundberg, Lars-Göran (19 oktober 2018). ”Det färgglada mörkret, Rapport 2:2018”. Claphaminstitutet. https://www.claphaminstitutet.se/wp-content/uploads/2018/05/2-2018-Pride.pdf. Läst 27 mars 2023.
69. ↑  Jersenius, Erik (20 maj 2020). ”Vem är välkommen i Svenska kyrkan? – Inte vi “transfober” som lever i den mörka skuggan av den glimrande regnbågsgemenskapen”. Vlt. https://www.vlt.se/2021-05-20/vem-ar-valkommen-i-svenska-kyrkan--inte-vi-transfober-som-lever-i-den-morka-skuggan-av-den-glimrande-regnbagsgemenskapen. Läst 27 mars 2023.
70. ↑  Wold, Agnes (27 augusti 2019). ”Twitterinlägg”. Twitter. https://twitter.com/AgnesWold/status/1166314579808391168. Läst 27 mars 2023.
71. ↑  Ankarsäter, Henrik (27 augusti 2019). ”Twitterinlägg”. Twitter. https://twitter.com/anckarsater/status/1166288552461832193. Läst 27 mars 2023.
72. ↑  Arpi, Ivar (21 september 2021). ”Transepidemin drabbar främst flickor”. Ivar Arpi. https://ivararpi.substack.com/p/transepidemin-drabbar-framst-flickor#details. Läst 27 mars 2023.
73. ↑  Sveneus, Fredrik (3 mars 2021). ”När könet skaver och diagnoser smittar”. Kvartal. https://kvartal.se/artiklar/nar-konet-skaver-och-diagnoser-smittar/. Läst 27 mars 2023.
74. ↑  ”Charlie: "Föräldrarna vägrar inse att deras barn är någon annan"”. Sveriges Radio. 17 april 2019. https://sverigesradio.se/artikel/7200417. Läst 27 mars 2023.
75. ↑  ”ANOVA Startsida”. ANOVA. 2023. http://anova.se/index.html. Läst 27 mars 2023.
76. ↑  ”Teorin om Rapid Onset Gender Dysphoria”. RFSL. 4 april 2019. https://www.rfsl.se/verksamhet/trans/teorin-om-rapid-onset-gender-dysforia/. Läst 27 mars 2023.
77. ↑  Utbildningsgruppen på RFSL Uppsala. ”Föreläsning om trans med fokus på unga” (PDF). RFSL Uppsala. sid. bild 9. https://boiu.se/wp-content/uploads/Trans-och-Ungdom.pdf.
78. ↑  Lastavica, Maja; Eberhard, Sophia (16 mars 2019). ”Specialister: Utredning för könsbyte går inte snabbt”. Svenska Dagbladet. https://www.svd.se/a/e1b0rg/specialister-utredning-for-konsbyte-gar-inte-snabbt. Läst 27 mars 2023.
79. ↑  Ehne, Sandra; Berglund, Frank (15 mars 2019). ”Felaktiga påståenden om könsbekräftande vård”. Svenska Dagbladet. https://www.svd.se/a/ddxPkX/felaktiga-pastaenden-om-konsbekraftande-vard. Läst 27 mars 2023.
80. ↑  Fondén, Edwin; Salminen, Annelie (15 mars 2019). ”Jo Gillberg, även barn och ungdomar kan vara trans”. Svenska Dagbladet. https://www.svd.se/a/G1oKWB/jo-gillberg-aven-barn-och-ungdomar-kan-vara-trans. Läst 27 mars 2023.
81. ↑  Hansson, Maria; Ersson, Johanna; Stugholm, Johan; Hansson, Gunilla (28 mars 2019). ”RFSL:s transjour ser en stor ökning av samtal efter professor Gillbergs debattartikel”. Svenska Dagbladet. https://www.arbetarbladet.se/2019-03-28/debatt-rfsls-transjour-ser-en-stor-okning-av-samtal-efter-professor-gillbergs-debattartikel. Läst 27 mars 2023.
82. ↑  Wurm, Matilda (augusti 2019). ”Könsbekräftande vård har debatterats flitigt i media.”. Psykologtidningen. Sveriges Psykologförbund. https://psykologtidningen.se/wp-content/uploads/2019/08/PT5_webb_enkel.pdf. Läst 27 mars 2023.
83. ↑  Anders, Albinsson (4 augusti 2021). ”ROGD – Rapid Onset Gender Dysphoria”. dralbinsson (privat blogg). https://dralbinsson.com/2021/08/04/rogd-rapid-onset-gender-dysphoria/. Läst 27 mars 2023.
84. ↑  Reimer, Mats (12 augusti 2019). ”Låt barn som inte följer könsmallen vara i fred”. Dagens Samhälle. https://www.dagenssamhalle.se/opinion/gastkronika/lat-barn-som-inte-foljer-konsmallen-vara-i-fred/. Läst 27 mars 2023.
85. ↑  Eberhard, David (31 maj 2019). ”Låt pojkar vara pojkar”. Eberhards blogg. https://eberhard.se/lat-pojkar-vara-pojkar/. Läst 28 mars 2023.
86. ↑  Jemsby, Carolina; Mattisson, Karin (4). ”UG-referens: Tranståget och tonårsflickorna”. SVT. https://www.svt.se/nyheter/granskning/ug/ug-referens-transtaget-och-tonarsflickorna. Läst 27 mars 2023.
87. ↑  ”Stop making my gender identity an opportunity...”. The Garnet Initiative. 23. Arkiverad från originalet den 27 mars 2023. https://web.archive.org/web/20230327180102/https://thegarnetinitiative.org/blog/f/stop-making-my-gender-identity-an-opportunity. Läst 27 mars 2023.
88. ↑  Krantz, Signe (4). ”Twitterinlägg”. Twitter. https://twitter.com/SigneKrantz/status/1113742565126344706?lang=ca,. Läst 27 mars 2023.
89. ↑  Mick, Nino (24). ”Jag är lika mycket trans utan kirurgi”. Aftonbladet. https://www.aftonbladet.se/kultur/a/WbWr1L/jag-ar-lika-mycket-trans-utan-kirurgi. Läst 27 mars 2023.
90. ↑  Lukas Romson (7 maj 2023). ”Kulturdebatt: Nej, det finns ingen ”transsmitta””. Göteborgs-Posten. https://www.gp.se/kultur/kulturdebatt/nej-det-finns-ingen-transsmitta-.b9a5cd23-ae4e-43bc-a5c3-5e7bce347d9d. Läst 12 november 2024.
91. ↑  Wurm, Matilda (27 augusti 2019). ”Förståelse av kön måste baseras på fakta”. Psykologtidningen. https://psykologtidningen.se/2019/08/27/forstaelse-av-kon-maste-baseras-pa-fakta/. Läst 27 mars 2023.
92. ↑  Littman, Lisa (16). ”Parent reports of adolescents and young adults perceived to show signs of a rapid onset of gender dysphoria”. PLOS One. Arkiverad från originalet den 27 mars 2023. https://web.archive.org/web/20230327180103/https://www.svtstatic.se/image-cms/svtse/1554305682/svts/article21740878.svt/BINARY/ROGD-studie.pdf. Läst 27 mars 2023 (via SVT.se).